# 17823 Бартелс
17823 Бартелс (17823 Bartels) — астероїд головного поясу, відкритий 1 квітня 1998 року.
Тіссеранів параметр щодо Юпітера — 3,494.